# 埃奇伍德 (佛罗里达州)
埃奇伍德（英語：Edgewood），是美国佛罗里达州下属的一座城市。建立于1969年。面积约为3.8平方公里（约合1.5平方英里）。根据2010年美国人口普查，该市有人口2,503人。论人口在本州排行第267。